# Telaga Baru
Telaga Baru is een bestuurslaag in het regentschap Kepulauan Meranti van de provincie Riau, Indonesië. Telaga Baru telt 1128 inwoners (volkstelling 2010).